# Arteria masseterica

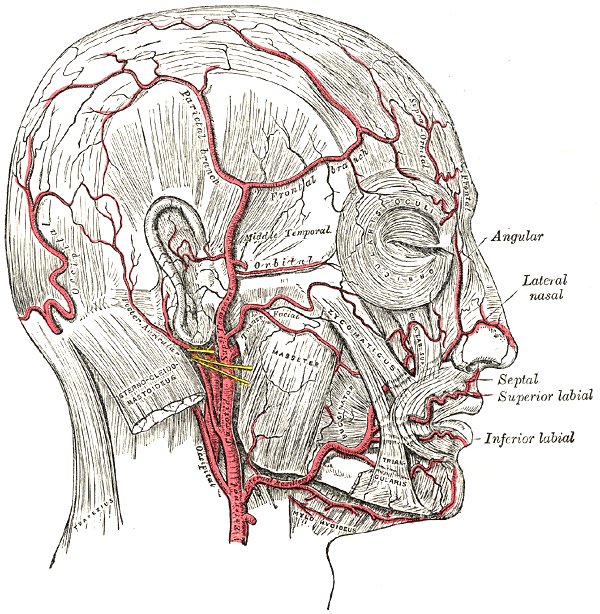
Kopfarterien des Menschen

Die Arteria masseterica ist eine Schlagader des Primatenkopfes. Sie entspringt dem zweiten (intermuskulären) Abschnitt der Oberkieferarterie (Arteria maxillaris) und zieht durch die Incisura mandibulae des Unterkiefers zum Musculus masseter, den sie versorgt. Dabei anastomosiert sie mit Ästen der Arteria facialis und Arteria transversa faciei.
In der Tieranatomie wird das Gefäß als Ramus massetericus („Masseter-Ast“) bezeichnet, der gewöhnlich aus der äußeren Halsschlagader entspringt und um den Unterkieferast (Ramus mandibulae) in den Muskel zieht.